# Robert Kozánek
Robert Kozánek (* 29. Juli 1978) ist ein tschechischer Musiker. Er spielt Posaune und Tenorhorn und ist Soloposaunist der tschechischen Philharmonie. 

## Leben
Kozánek erzielte während der Studienzeit am Konservatorium in Kremsier bei J. Kummer und danach an der Akademie der Musikkünste in Prag bei M. Hejda und J. Sušický Erfolgte bei den Musikwettbewerben Prager Frühling 1997; Brünn 1997; CIEM Genf 1998; Gdańsk 1999. Zweimal war er Finalist des nationalen Wettbewerbes „Talent des Jahres“ (1999, 2001).
2002 gewann er den 2. Preis im internationalen Posaunenwettbewerb in Markneukirchen und siegte im ähnlichen Weltwettbewerb auf der südkoreanischen Insel Cheju. Im Jahre 2003 erhielt er im finnischen Lieksa den 2. Preis, ein 1. Preis wurde nicht verliehen, und gewann auch im Frank Smith-Wettbewerb der internationalen Posaunen-Assoziation ITA in Helsinki.
Neben seinen Auftritten als Solist ist Robert Kozánek auch Kammermusiker bei BRASS 6 und Volksmusiker bei Gloria sowie bei Vlado Kumpan und seine Musikanten. Überdies spielt er als Jazzmusiker bei F-Dur Jazzband, Tequila Jazzband und Big Band Radio Prag.
Der Schwerpunkt seiner Arbeit liegt in der Tätigkeit im Sinfonieorchester, seit dem Jahre 2002 ist er Soloposaunist der Tschechischen Philharmonie in Prag. Er widmet sich auch der pädagogischen Tätigkeit – im akademischen Jahr 2003 – wurde er zum Fachassistenten an der Janáčeks Akademie der Musischen Künste in Brünn.

## Solo CDs
- Menu pro Roberta – Menu für Robert (mit Gloria)
- {\displaystyle p}řátelé – {\displaystyle f}reunde – {\displaystyle f}riends